# Eclissi solare del 18 maggio 1920
L'eclissi solare del 18 maggio 1920 è stato un evento astronomico che ha avuto luogo il suddetto giorno attorno alle ore 06:14 UTC. Tale evento ha avuto luogo nei territori dell'Australia, nell'Oceano Indiano centrale e meridionale e in alcune aree circostanti. L'eclissi del 18 maggio 1920 è stata la prima eclissi solare nel 1920 e la 46ª nel XX secolo. La precedente eclissi solare ebbe luogo il 22 novembre 1919, la seguente avvenne il 10 novembre 1920.
Il giorno della luna nuova (novilunio), la differenza tra le distanze apparenti di luna e sole osservate sulla terra è estremamente piccola. In tale momento, se la luna si trova in prossimità del nodo lunare, cioè uno dei due punti in cui la sua orbita interseca l'eclittica, si verifica un'eclissi solare. Quando vi è assenza di ombra e la penombra raggiunge parte dell'estremità settentrionale o meridionale della terra, si verifica un'eclissi solare parziale, che si verifica quindi presso le regioni polari della Terra. 

## Percorso e visibilità
Questa eclissi solare parziale poteva essere vista nella maggior parte dell'Australia ad eccezione delle aree costiere nord-orientali; nelle aree costiere Antartiche in prossimità dell'Oceano Indiano e alle isole Kerguelen presso il centro e sud di tale oceano.

## Eclissi correlate

### Eclissi solari 1916 - 1920
Questa eclissi è un membro di una serie semestrale. Un'eclissi in una serie semestrale di eclissi solari si ripete approssimativamente ogni 177 giorni e 4 ore (un semestre) in nodi alternati dell'orbita della Luna.

### Ciclo di Saros 146
L'evento fa parte del ciclo di Saros 146, che si ripete ogni 18 anni, 11 giorni, contenente 76 eventi. La serie è iniziata con un'eclissi solare parziale il 19 settembre 1541. Comprende eclissi totali dal 29 maggio 1938 al 7 ottobre 2154, eclissi ibride dal 17 ottobre 2172 al 20 novembre 2226 ed eclissi anulari dal 1º dicembre 2244 al 10 agosto 2659. La serie termina al membro 76 come un'eclissi parziale il 29 dicembre 2893. La durata più lunga di un'eclissi totale nella serie è stata di 5 minuti, 21 secondi il 30 giugno 1992.